# Hangya Közösség
Hangya Közösség Alapítvány (röviden: Hangya Közösség) 2010-ben alakult civil kezdeményezésből nőtte ki magát, 2015 decemberében bejegyzett országos szervezetté vált. Elsősorban a környezetvédelem területén tevékenykedik, de munkája során gyakran foglalkozik szociális problémákkal is.

## Tevékenysége
A Hangya Közösség célja, hogy elősegítse az állatvédelem területének fejlődését. Közel 200 állat és természetvédelmi szervezettel ápol kapcsolatot és tevékenységüket tárgyi adományokkal, jogi, fejlesztési és működési tanácsadással, fizikai támogatással segíti. 
Az erősen hangsúlyozott szemléletformálás mellett az adománygyűjtő és adományosztó tevékenységük is meghatározó. 

## Programok, kampányok
„Ne dobd ki!” programjával a fenntarthatóság jegyében különösen nagy hangsúlyt fektet az újrahasznosításra. A lakosság számára már feleslegessé vált tárgyakat gyűjt budapesti átadópontjain, melyek a vidéki menhelyekre koordinál.
„Kutyahideg” felhívására minden évben nagy hangsúlyt fektet. Sokféle forrásból igyekeznek megoldani a közel ezer kutyát érintő problémát. A lakosság által kidobásra szánt kutyaházakat gyűjti össze, valamint támogatók által névtáblával ellátott kutyaházakat gyártat, illetve önkéntes bázisa mozgatásával közösségi barkácsnapokat szervez, ahol kutyaólakat készítenek. Ezeket olyan gazdátlan állatokhoz juttatják el, melyeknek télre nem jut semmilyen védelem. [www.kutyahideg.hu]
„
Menhely rehabilitációs” segítő programsorozatuk alatt több állatotthonnak nyújtanak teljes körű segítséget, figyelembe véve a régió adta problémákat.
„Hangyaboly” projektüknél közösségeket kovácsolnak össze, ahol a jó célért tett önkéntes munka, erős motivációt jelent. A vállalatok szívesen használják belső CSR programjaik között.

## Átláthatóság
2017-ben Adománygyűjtő Szervezetek Önszabályozó Testülete átvilágította tevékenységüket, és Etikus adománygyűjtő minősítést kaptak. 

## Állatvédelem helyzete
Ma Magyarországon az állatvédelem helyzete kritikus. A lakossági állatbántalmazásos, állatkínzásos esetek száma évről évre rohamosan nő. A jellemzően leszakadó régiók településein generációk nőnek fel úgy, hogy az állatok szenvedése normális jelenség. A lakossági felelőtlen túlszaporulat eredményeképpen kb. 100.000 kutya kóborol utcákon. Az országban sajnos mindennapi eset már a kéregető, lesoványodott kutya. Az ún. gyepmesteri (sintér) telepeken havonta kb. 2.000 egészséges kutya kerül altatásra. A tendencia évről évre rosszabb állapotokat mutat. Több mint. 20.000 állat él állatvédők gondozásában, a menhelyek többszörös teltházzal működnek. Ezek a szervezetek jellemzően állami támogatások nélkül végzik az állatok rehabilitását, mentését.